# Delogenes
Delogenes é um gênero de mariposa pertencente à família Crambidae.